# روجر كلين
روجر كلين (بالإنجليزية: Roger Clyne)‏ هو مغني أمريكي، ولد في 13 يناير 1968 في توسان في الولايات المتحدة.

## وصلات خارجية
- روجر كلين على موقع ميوزك برينز (الإنجليزية)